# 宇宙の詩 〜Higher and Higher〜/悲壮美
「宇宙の詩 〜Higher and Higher〜/悲壮美」（そらのうた・ハイヤー・アンド・ハイヤー/ひそうび）は、LUNA SEAの20枚目のシングル。2019年5月29日発売。

## 概要
約3年ぶりとなるシングル。結成30周年を迎えた記念日にリリースされた。また、両A面シングルとしては「The End of the Dream/Rouge」以来のリリースとなった。
「宇宙の詩 〜Higher and Higher〜」は、NHK総合で放送されたアニメ『機動戦士ガンダム THE ORIGIN 前夜 赤い彗星』第1弾オープニングテーマ、「悲壮美」は同アニメの第2弾オープニングテーマとして使用された。
通常盤、初回限定盤A・B、UNIVERSAL MUSIC STORE限定盤A・Bの、5タイプが製作され、初回限定盤Aには同アニメのマンガ原作およびキャラクターデザインを手がけた安彦良和氏による描き下ろしのジャケとイラストを使用。
初回限定盤BにはLUNA SEAのメンバーを、安彦氏が描き下ろしたジャケットとなっており 、アーティスト人物像を描き下ろしたのは、氏にとっても初めてのことであったという。このコラボについてSUGIZOは「アムロ、シャア、セイラ、ララァと共に我々LUNA SEAまでも、敬愛する先生の手でイラスト化していただけるなんて……。子供の頃からの長年のファンとしてはただただ光栄の一言に尽きます」とコメントを寄せた。 
UNIVERSAL MUSIC STORE限定盤A・Bは、いずれも初回限定盤のLPサイズジャケット仕様・同ジャケット絵柄をデザインしたTシャツが同梱された。そのうちAには『機動戦士ガンダム THE ORIGIN 前夜 赤い彗星』映像で構成した｢宇宙の詩 〜Higher and Higher〜｣のミュージック・ビデオを収録したDVDも付属。
発売に先駆け「宇宙の詩 〜Higher and Higher〜」は、dヒッツでは2019年5月6日より、各種音楽配信サービスでは2019年5月13日より先行配信された。
また、LUNA SEAとしては初となる、外部プロデューサーを迎え入れた楽曲でもある。

## 記録
オリコン週間シングルチャート(2019年06月10日付)では、週間7位を獲得。「Thoughts」以来となるシングルでのトップ10入りを果たした。

## 収録内容

### CD(全タイプ共通)
1. 宇宙の詩 〜Higher and Higher〜
SUGIZO原曲
2. 悲壮美
SUGIZO原曲

### DVD(UNIVERSAL MUSIC STORE限定盤Aのみ)
- 「宇宙の詩 〜Higher and Higher〜」Music Video

## 収録アルバム
- 宇宙の詩 〜Higher and Higher〜
  - CROSS
- 悲壮美
  - CROSS